# Papiro Abbott
El papiro Abbott es un importante documento político que detalla las investigaciones realizadas por oficiales del Antiguo Egipto sobre los robos de tumbas que tuvieron lugar durante el reinado del faraón Ramsés IX de la dinastía XX, a finales del Imperio Nuevo.

## Historia
Actualmente se encuentra en el Museo Británico con el número 10221. Se desconoce el primer propietario del papiro, pero fue comprado en 1857 al Dr. Henry William Charles Abbott de El Cairo, por lo que se le conoce con el nombre de papiro Abbott.
El papiro se remonta a alrededor del año 1100 a. C. bajo el reinado de Ramsés IX en su año 16. Según T. Eric Peet, el contenido del papiro tiene lugar en un período de cuatro días.
Mide 218 centímetros de ancho y 42,5 centímetros de alto. Está escrito en hierático. El documento principal consta de siete páginas en el anverso y en el reverso hay dos listas de ladrones, conocidas como los expedientes Abbott. El documento está en excelentes condiciones.

## Contenido
Trata sobre los robos de tumbas, pero el enigma subyacente es el escándalo entre dos rivales, Paser, el alcalde de la Ribera Oriental de Tebas y Pauera, el alcalde de la Ribera Occidental de Tebas, y según Peet, fue escrito desde el punto de vista de Pauera. El contenido del papiro está dividido en descripciones de eventos durante un período de cuatro días del 18 al 21 del tercer mes del período de inundaciones, Ajet, durante el año 16 del reinado de Ramsés IX.
El día 18, el papiro describe la búsqueda de las tumbas que Pauera afirmaba haber sido violadas. La comisión registró diez tumbas reales, cuatro tumbas de las Cantoras del Estado de la Divina Adoratriz y, finalmente, las tumbas de los ciudadanos de Tebas. El resultado de la búsqueda es que la tumba del rey Sobekemsaf II, dos de las cuatro tumbas de las Cantoras del Estado de la Divina Adoratriz, y todas las tumbas de los ciudadanos fueron perturbadas.
El día 19, el papiro afirma que hubo otra búsqueda de tumbas en el Valle de las Reinas y la tumba de la reina Isis. Los encargados de realizar la búsqueda trajeron consigo a un artesano llamado Peijaru del templo de Usimare Meriamón (Medinet Habu), que confesó que en el año 14 había robado en la tumba de Isis y en tumbas del Valle de las Reinas. Mientras buscaban, el artesano no pudo señalar las tumbas que violó, incluso después de haber sido brutalmente golpeado. El resto del día se dedicó a registrar las tumbas y los resultados mostraron que ninguna de las tumbas fue objeto de vandalismo. También el día 19, hubo una celebración por que las tumbas permanecieran intactas. Paser creyó y declaró a los oficiales que la celebración era un objetivo directo contra él, y que iba a informar al faraón de cinco cargos contra ellos.
El día 20, el papiro describe una conversación entre Pauera y el chaty (visir) Jaemuaset. La conversación culminó en una investigación sobre los cinco cargos reclamados por Paser.
El día 21 se reunió el Gran Tribunal de Tebas. Después de examinar los cargos hechos por Paser sobre el día 19 e interrogar al artesano, Paser fue desacreditado.

### Conexiones
El papiro Abbott es importante en el contexto general de los juicios políticos relacionados con los robos de tumbas. La relación del papiro Abbott con el papiro Amherst ayuda a formar una imagen más completa de los robos de tumbas de la dinastía XX, bajo Ramsés IX. Se conecta con el papiro Amherst a través de la tumba del rey Sobekemsaf. En el primero, la tumba del rey fue investigada y encontrada vandalizada. En el segundo, se registra la confesión de los ladrones acusados de vandalizar la tumba del rey.
La segunda conexión también trata de los robos de tumbas y se establece entre los expedientes de Abbott y una serie posterior de juicios por robos de tumbas que tuvieron lugar durante los dos primeros años de la época conocida como Whm Mswt o era del Renacimiento. De esta época, que comenzó en el año 19 del reinado de Ramsés XI, han sobrevivido varios papiros de robos de tumbas, entre los que destacan: papiro Mayer A, papiro B.M. 10052 y papiro B.M. 10403. La lista de ladrones en los expedientes Abbott prefigura dos juicios descritos en el papiro Mayer A. 
El primer juicio prefigurado a partir de los expedientes Abbot en el papiro Mayer A es el juicio relativo a los ladrones de las tumbas de Ramsés II y Seti I. La otra conexión del juicio se ocupa de los robos de las tumbas en la necrópolis de Tebas. La conexión de los expedientes de Abbott con el papiro B.M. 10052 también se ocupa del juicio de los robos en las tumbas de Tebas, pero se ocupa de la información previa a los juicios. Por último, la conexión de los expedientes Abbott con el papiro B.M. 10403 trata nuevamente del juicio por los robos en las tumbas de Tebas, pero el papiro B.M. 10403 da más detalles sobre las evidencias.

## Teorías
Muchos académicos examinaron el papiro Abbott, aunque uno de los primeros fue T. E. Peet. Diversas teorías se han desarrollado sobre el papiro Abbott.
Una teoría es la de Herbert Winlock, que argumenta que la comisión enviada para inspeccionar las tumbas fue de norte a sur, lo que significa que las tumbas de los reyes se encuentran y se ubican en la misma dirección.
Una segunda teoría es la de Peet, que cree que los informes finales hechos por la comisión fueron contaminados el día 19 porque un año después se encontró violada la tumba de la reina Isis.
La teoría final se relaciona con la teoría de Peet; fue desarrollada por Jean Capart, Alan Gardiner y B. Van de Walle. Inicialmente creían que el papiro era un relato histórico confiable, pero su teoría principal era que el papiro Amherst es la contraparte exacta al papiro Abbott. Demostraron que la teoría era cierta en la anotación final de su documento cuando el equipo examinó los dos papiros. Descubrieron que ambos papiros tenían la misma altura y longitud y también fueron escritos con la misma escritura.